# Plumbridge
Plumbridge ist ein Dorf in der historischen Grafschaft Tyrone in Nordirland. Es liegt im District Derry City and Strabane und zählt 234 Einwohner (Stand: Census 2011).
Das Dorf liegt größtenteils am nördlichen Ufer des River Glenelly, innerhalb des Townlands Glencoopagh. Nur das Townland Lisnacreaght befindet sich am südlichen Ufer.
Die Steinreihe von Goles (englisch Goles stone row) liegt an der Nordseite des Glenelly Valley bei Plumbridge.

## Religion
Im Dorf befinden sich die römisch-katholische Sacred Heart Church, ein Grade-B2 denkmalgeschütztes Bauwerk, und die Glenelly Presbyterian Church.

## Sport
Der Glenelly St. Joseph’s GAC, der lokale Verein der Gaelic Athletic Association, wurde 1981 gegründet. Er hat Männer- und Frauenteams. 2015 gewann das Frauenteam die Tyrone and Ulster Intermediate Championships.

## Persönlichkeiten
- James MacCullagh (1809–1847), Mathematiker im Trinity College Dublin und sein Bruder John MacCullagh, Anwalt des Trinity College Dublin
- Robert Campbell, US-amerikanischer Grenzwacht
- Robert Campbell Dunn, Politiker im US-Bundesstaat Arizona
- Peter McCullagh (* 1969), Statistiker an der Universität Chicago
- Thomas Young Duncan (1836–1914), neuseeländischer Politiker